# 性高潮

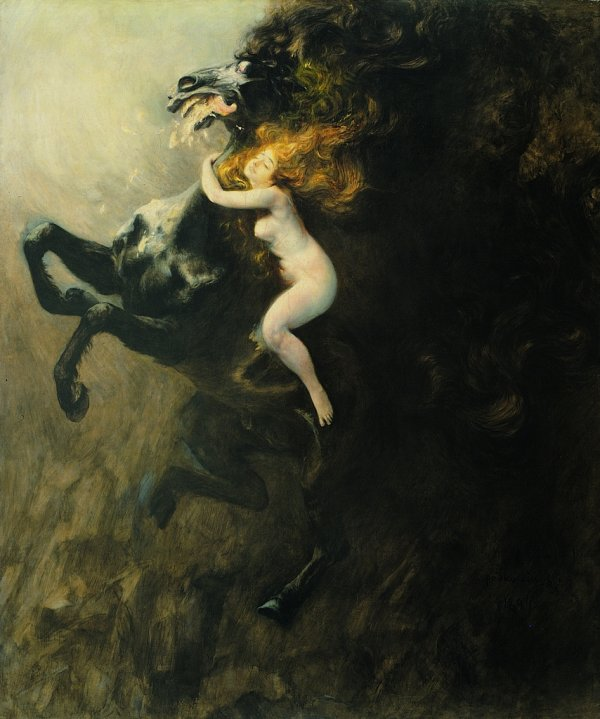
《狂喜》（1894年），瓦迪斯瓦夫·波德科溫斯基所繪。

性高潮（英語：orgasm, sexual climax）是指在性反应周期過程中所累積的性緊張的遽然釋放，導致骨盆區出現有節奏性的肌肉收缩及表徵於外的性愉悅。男性和女性所體會的性高潮是由自律神經系統所控制，且常伴隨著許多不自主的作為，包括身上多處區域出現肌強直、感到欣快和滿足，及頻次地發出聲息與身體擺動。高潮階段過後（或稱不應期）常帶來的緩和放鬆感，這主要是神經激素催产素与促乳素的釋放所致的，其作用機制類似於安多酚（腦內啡）。
人類性高潮一般是因對男性陰莖和女性陰蒂進行物理上的刺激而產生。當中的性刺激可經由當事人自身（自慰）或性伴侶（插入式性行為、非插入式性行為，及其他性活動）提供。
人类性高潮从健康的效应上有着各式各样的探讨。在性事当中有着许多生理反应，相關例子有促乳素所致的緩和放鬆狀態，以及在中樞神經系統之中的若干變化（像是当边缘系统的代谢活动没有增加变化的时候，大脑皮质的代谢活动在很大部分的區域也会跟着暂时降低）。在種類繁雜的性功能障碍當中，高潮障礙（anorgasmia）是其中之一。这些效应除了影响了关於性高潮在生物學与进化的功能的理论之外，也衝擊到人们文化上看待性高潮的各种观点，比如在性生活满意度上抱持的信念，认为性高潮是重要或不重要，是不是很在意频率次数的多寡、品質的高低等等。

## 定義
在臨床上，性高潮通常經由跟性活動有關的肌肉收縮，以及心率、血壓、呼吸速度和深度的獨特變化，來嚴格地定義。一般把其歸作在性反應周期過程中所累積性張力的遽然釋放，導致在骨盆區有節奏性的肌肉收縮。然而，性高潮的定義有着許多不同的變化，且研究者之間欠缺就定義達成共識的願景。《临床心理学评论》雜誌中就至少列舉了26種性高潮的定義。
某些類型的性感覺應否确切地定義為高潮仍存有一定爭議，比如由只刺激G點所引起的高潮，以及持續幾分鐘，以至一小時的連續/長期性高潮，在類似的情況下，性高潮的體驗並不會以客觀的方式顯現出來，並且不一定包含高潮时所獨有的非自願性肌肉收縮。問題的核心離不開性高潮的臨床定義；以上就性高潮所舉的觀點亦只限於生理上的，另外也有定義是根據心理、內分泌和神經上的狀態而定。然而不論男女，在兩種高潮（具或不具肌肉收縮的高潮）当中都会体会到一种非常愉悦的感覺，此一感覺身體每一處都會感受到，此時人們所處的精神狀態一般被形容為「超脫的」（transcendental），並且会出現血管舒張的情況。現代的性学研究能找出射精和男性性高潮之間有何不同，因此亦出現了「射精」能否準確界定男性性高潮的爭論。

## 達成方法
性高潮可以透過許多性活動來實現：陰道性交、肛交、口交、非插入式性行為、自慰皆可實現之。人們亦可透過使用性玩具來實現，比如按摩棒和色情电刺激。它還可透過刺激像乳頭和子宮的性感帶來得以實現，但這較為罕見。多重性高潮是指在達至一次性高潮後的一段短時間內再來一次高潮，一些人可能能夠體驗之，對於女性的情況而言更是如此，不過多重性高潮同樣相對較罕見。
除了物理上的刺激，性高潮還可通過單單的心理活動來激發（男性和女性皆有的夢遺），或经由性高潮控制來引發。在脊髓損傷的人之中首次發現只通过心理活動引發的性高潮。雖然脊髓損傷後，當事人的性功能往往受到一定影響，但這種損傷並不會剝奪性感覺，比如性喚起和性慾望。
目前的科學文獻較多是研究女性性高潮的心理層面，反而較少著重男性的此一方面，此一現象似乎印證了「在心理上，女性性高潮比男性性高潮更为複雜」的假設。現有證據表明男性和女性性高潮之間的相似之處有很多，且多於不同之處。在萬斯（Vance）和瓦格納於1976年所進行的一項對照研究中，所請來的獨立評價者無法區分男性與女性性高潮的書面描述。

### 男性
對於人類男性而言，實現性高潮的最常見方式是對陰莖進行物理上的刺激，在高潮时通常伴隨射精，但是亦有可能發生不伴射精的高潮，儘管這樣的高潮較為罕見。踏入青春期之前的男孩若達至性高潮，那麼便會出現這種情況。這亦可能在逆行射精、患有性腺功能低下症的情況下發生。此外他們亦可出現不伴高潮的射精——這一種情況稱為性高潮障礙。他們還可通过刺激前列腺來達至性高潮。

#### 兩階段模型
傳统性学的觀点認为男性性高潮有兩個階段：伴隨性高潮的射精，以及幾乎隨即出現的不應期。在1966年，麥斯特與強生發表了一份关於性反應週期的关键研究。他們並不像金賽在1948-1953年進行的研究般——只研究女性的性高潮，他們的研究志愿者中既有男性，亦有女性。他們試圖找出高潮前後的生理階段。
麥斯特與強生認为，在第一階段中，「陰莖的附屬器官会收縮，處於此階段的男性会感到射精將要到來；射精即將發生的兩三秒前，此男性並不能以任何方式阻止或控制精液的涌出。」處於第二階段的「男性会感到在射精期間令人愉悦的肌肉收縮，他們声稱自身的愉悦感與射精量成正比。」他們指出男性在第二階段跟女性的反應不同：「對於男性而言，消退期之上還有額外的不應期。」並補充說：「許多30歲以下的男性擁有頻密地射精的能力以及較短的不應期，但过了30歲以后便較为少有。」麥斯特與強生把男性性高潮和射精劃上等號，並認定了兩次高潮之間擁有一段不應期的必要性。

#### 多重性高潮和后继性高潮
有关男性多重性高潮的科學研究很少。邓恩（Dunn）和特罗斯特（Trost）將男性多重性高潮定義為「在同一次性接觸當中，達至兩次或以上的性高潮，不論當中有沒有射精。而且在當中一直維持勃起，或只有在一段極短時間內失去勃起」。由於男性擁有不應期的緣故，故能實現多重性高潮的男性相當罕見，不過的確有男性能夠實現連續多個的高潮，特別是在達至高潮時沒有射精的男性。與年長者相比，年輕男子較多報稱能夠實現多重性高潮，因為其不應期相對年長者為短。
在射精时，大腦會大量地分泌催产素——此一現象遭視為不應期的主要原因，它的分泌量可影響不應期的長短。據信催產素的接受量可以影響每個不應期的長度。在1995年，美國罗格斯大学進行了一項科學研究，成功記錄了一名成年人自然且有射精的多重性高潮。在此一研究中，該名男性花了36分鐘來達至6次有射精的性高潮，且当中没有進入不應期。

### 女性

#### 高潮因子和變異性
對於女性而言，達至性高潮的最常見方法是對陰蒂進行物理上的刺激；一般統計表明，70-80％的女性都需以此一方式（以手指、口舌等刺激源對陰蒂的外部進行刺激）來達至高潮，但對於一些女性而言，間接刺激陰蒂亦足以達至高潮，比如陰道交。马约诊所指出：「女性性高潮的感覺会因刺激的強度而有所不同，高潮的頻率以及達至性高潮所需的刺激亦因人而異。」女性更容易實現陰蒂高潮的原因在於單是陰蒂頭，就可能擁有超過8,000条感覺神經末梢；这比一般男性的龜頭，以至整根陰莖所擁有的还要多。由於陰蒂與陰莖在生物学上屬於同源器官，所以兩者接受性刺激的能力是相等的。
「陰道此一器官是完全不敏感」的誤解常見於出版时间較舊的研究报告中——有些女性的小陰唇頂部交界處和尿道之間的區域，以及陰道前壁是十分敏感的。有些女性可通过刺激常被稱为「G點」的區域來達至高潮，这取决於陰道神經末梢的分佈模式。亦有些女性会通过刺激尿道海綿体來產生一种使人愉悅的感覺；尿道海綿体可能会沿著陰道上壁延伸至G點此一區域。但是對於許多女性而言，因刺激陰道而産生的強烈性快感只可偶爾地出現，甚至从不会做到，原因在於陰道的神經末梢比陰蒂所擁有的少得多。陰道神經末梢主要集中在陰道的下三分之一處（即接近入口的位置）。
性教育工作者瑞貝卡·查克（Rebecca Chalker）指出，不論進入陰道的是陰莖、手指还是假陰莖，全都只能接觸到陰蒂和尿道海綿体的少許一部分。海特（Hite）和喬克（Chalker）指出，陰蒂末端和小陰唇都是十分敏感的，但在插入式性行為中，兩者皆不能受到直接的刺激。因此，一些伴侣会選擇以女上位或貓式體位的方式去進行性交，以令刺激陰蒂的頻率最大化。對於一些女性而言，高潮过後的陰蒂是十分敏感的，因此这时的額外刺激亦可能令其感到痛楚。
麥斯特與強生認為，所有的女性都可以做到多重性高潮，但能做到多重性高潮的男性則較为罕見，他們指出：「如果在性張力下降至持續期的水平之前再度進行刺激，該名女性就可以在高潮之後迅即再一次達至高潮。」雖然一般來說，因为女性没有不應期的缘故，故在短时间内可達到二次或多次的性高潮，但一些來源指出女性亦有不應期——女性也可能在高潮後的一段時間內，不能透過性刺激來使自己興奮。由連串高潮所帶來的感覺可能会因刺激積累，而逐漸地加强，以及使人更为愉悦。

#### 以陰蒂和陰道作分类
女性的性高潮通常分為兩類：陰蒂高潮和陰道高潮（或稱作G點高潮），这一种分类使得有关女性性高潮的討論變得複雜化。在1973年，哲学家歐文·辛格指出，他理論上會把女性性高潮分为三種類型：外陰高潮、子宮高潮，以及以上兩者的混合，但他只是「以文学作品作为此一分类的依據，没有真真正正地从实驗中得出结論，因此此一分類並不可靠。」到了1982年，拉達（Ladas）、惠普爾（Whipple）和佩里（Perry）这三位学者亦把女性性高潮分为三類：隆起型（tenting type，由刺激陰蒂所引起）、A-框架型（A-frame type，由刺激G點所引起），以及混合型（blended type，在一次反應週期内同时有對陰蒂和G点進行刺激）。接着在1999年，惠普爾和柯米沙魯克（Komisaruk）在以上三种類型的基礎下，还額外地加上了子宮頸高潮，視之为第四种類型。
在科學文獻中，除了刺激陰蒂和陰道/G點以外，能夠利用其他方式來達至性高潮的女性較为罕見；大部分科學家認為女性性高潮不應作出任何形式的分类。以上的分类出自西格蒙德·弗洛伊德，他提出了「陰道高潮」此一假說，並把其跟陰蒂高潮区分开來。在1905年，弗洛伊德指出陰蒂高潮純粹只是青春期会出現的一种現象，隨着年纪漸大及變得成熟，陰蒂高潮会漸漸演變成陰道高潮，意味着沒有對陰蒂作出任何刺激就能達至高潮，他認为这才是正常的，並指出陰蒂高潮是不成熟的表现；但他卻没为此一假設提供證據。此一理論造成了一定的負面社会影响，比如許多女性因不能只通過陰道交來達至高潮的缘故，而産生了一种机能不全感，此一感覺歸因於弗洛伊德的理論——陰道交是女性性滿足的核心。
《金賽報告》是人類史上第一份全國性的性行為調查報告。該份報告的主編阿爾弗雷德·金賽是第一位強烈地批評弗洛伊德就着女性性取向和性高潮所提出的觀點的研究者——他的批評基於自身對成千上萬名女性所進行的訪談，他在当中發現他調查的大多數女性都不能通过刺激陰道來達至高潮。他「對弗洛伊德和其他理論家展开了批評，認为他們不應將男性的性構造投射至女性的身上」，並「認為陰蒂才是性反應的核心」，还指出「陰道對於性滿足而言，相對不重要......只有少部分女性在自慰時会把手指或物件插入陰道。」他「最後得出結論，插入陰道时女方的滿足感主要是心理作用，或只是傳導異感（referred sensation）此一現象所引起的结果。」
及後的研究一般都是再度證實了金賽對於女性性高潮的發現，比如麥斯特與強生就着女性性反應週期所進行的生理学研究，以及雪儿·海特的性社会学研究。麥斯特與強生的研究發表於第二波女性主義運動起始之时，並對一些女性主義者起了一定的啟發，例如《陰道高潮的迷思》的著者安妮·科德，她在書中指出陰蒂和陰道高潮的区分是「一种錯誤」，並認为「生物學上的女性」还没剖析得徹底。

#### 陰道與陰蒂的关系
陰道能夠產生高潮此一論点至今仍有爭議，除了因为陰道的神經末梢密度很低以外，还因为對G點的位置測定不能始终如一——G點在一些女性中根本不存在，再加上有研究指出G點只是其他組織或器官的延伸，比如陰蒂或斯基恩氏腺。在2012年1月，《性醫學雜誌》刊登了一篇文獻回顧，当中回顧了歷年試圖證明G點存在的研究，因此該篇回顧的著者們寫道：「在公眾媒體中有關G點的報導能使人相信其能提供極大的性刺激，但這會使人遠離真相。」
麥斯特與強生提出了G點的可能解釋，他們是首批確定陰蒂包圍及延伸至陰唇內的研究人員。他們在研究女性接受不同的性刺激對性反應週期有何影響時發現，陰蒂高潮和陰道高潮的身體反應階段大致相同，並發現大多數受試者只能通過刺激陰蒂達至高潮，而只有少部份女性才可以做到陰道高潮。基於此，麥斯特與強生認為刺激陰蒂才是兩種高潮的來源。他們推斷，在抽插的過程中，因對陰蒂包皮的摩擦而使陰蒂受到了足夠的刺激；但他們倆的結論遭到諸如伊莉莎白·勞埃德般的研究者批評。
澳大利亞泌尿科醫師海倫·奧康納（Helen O'Connell）於2005年發表了一項研究，当中指出了陰道高潮和陰蒂之間的聯繫，並表明陰蒂組織会延伸至陰道前壁，因此她認为陰道高潮和陰蒂高潮屬同源。一些利用超聲波協助進行的研究則發現，在聲稱能在陰道交期間達到性高潮的女性當中，找到了G點存在的生理證據。但奧康奈爾声稱陰蒂與陰道之間的关系才是一直處於假設狀態的G點和陰道高潮的生理解釋，她在利用核磁共振成像（MRI）協作進行的研究中，注意到陰蒂腳/根部與陰蒂球的勃起組織、陰蒂海綿體、尿道以及陰道之間的直接關係。她指出：「事實上，陰道壁就是陰蒂。」其後補充道：「如果揭去陰道壁兩邊的皮膚，你就會看到陰蒂的球莖體：三角形，月塊狀的勃起組織。」奧康奈爾等人對女性屍體的生殖器進行了解剖，並使用攝影器材去協助繪製陰蒂的神經結構，他們察覺到陰蒂不僅僅只是它的陰蒂頭，它只是整個陰蒂的一小部分。他們在1998年宣稱，與陰蒂相關的勃起組織比起在解剖學教科書中所描述的還要多。他們更得出結論，比起其他女性，一些女性擁有分佈範圍較為廣泛的陰蒂組織和神經；他們較常在年輕屍體中觀察到這種情況，因此，雖然大多數女性只能通過直接刺激「外陰蒂」來達至性高潮，但是對一部分人而言，可能能以性交刺激分佈範圍較廣的陰蒂組織。
歐迪勒·布松（Odile Buisson）和皮埃爾·佛爾德（Pierre Foldès）這兩位法國研究人員的發現跟奧康奈爾的相似。在2008年，他們發表了第一份關於陰蒂在受刺激的情況下所進行的完整三維超聲檢查的研究報告，其後於2009年，他們在原本報告中加入新的研究結果後，再度發表。該研究展示了陰蒂的勃起組織是如何充血及包圍住陰道的方式。基於此一研究，他們認為女性可通過刺激G點實現陰道高潮的原因是：在對女性進行性刺激和插入陰道時，高度受神經支配的陰蒂組織的位置會變得與前陰道壁相近。他們聲稱，由於陰蒂不可見的部分與陰道前壁是緊密相連的，所以幾乎不可能只刺激陰道而不刺激陰蒂。2009年，同樣由他們二人發表的研究中，便寫道：「在會陰收縮或插入手指時，若把人體以冠狀面的方式來看，便會發現陰蒂根部和前陰道壁之間的緊密關係。」並認為：「陰道前壁的特殊敏感性，可以以插入陰道和及後的會陰收縮之中，陰蒂根部所受的壓力及其移動來解釋。」
罗格斯大学在2011年發表了一項研究，當中測量了當女性生殖器受到刺激時，她們大腦感覺區会出现的變化；是項研究给予了G點獨立存在的支持證據。該研究要求一些女性在功能性磁共振成像機中對自己進行性刺激：研究小組因此發現在獨立刺激陰蒂、子宮頸以及陰道（據稱是G點）時，感覺皮質的活化區域各有不同，這意味著在分别刺激以上三個區域時，大腦所流露出來的感受會有所不同。研究的負責人巴里·柯米沙魯克（Barry Komisaruk）表示：「我認為大部分證據都在顯示G點不是一樣獨特的事物......這不像說『甲狀腺是什麼？』。G點更像是紐約市這樣的地區，一樣是由許多组织结合而成。」，意大利阿奎拉大學內分泌學教授埃马努埃莱·杨尼尼（Emmanuele Jannini）則在2012年3月的《性醫學雜誌》中發表一篇評論柯米沙魯克的研究的文章，当中为「陰道和陰蒂高潮是激活大腦不同區域时所出現的現象」此一論点提供了证明，並指出此一現象可能在显示女性之間的心理差異。

#### 其他因子和研究
虽受到充足的性刺激，卻難以達至高潮的情況在女性中比較常見，这种情況一般稱为高潮障礙。不能達至高潮的原因除了性功能障礙，或是達至性高潮所需的性喚起與男方存有差異以外，还包括性伴侶之間缺乏溝通，令對方對如何使女性達至高潮的資訊缺乏、雙方的性機能不全感、过份專注於「插入」（陰道或其他）、基於自己與其他女性的性經驗而作的錯誤歸纳。
麥斯特與強生的研究發現，男性在與伴侣進行性交时，每位平均花约4分钟便達至高潮；但在同樣情况之下，女性卻要花10-20分钟才能達至高潮。相比下，女性以自慰達至高潮的时間就短很多：每位平均约花4分钟。學者們指出：「許多伴侶都拘泥於『只應以性交（陰道交）來達至高潮』此一無謂的想法上......以至『前戲』此一用詞都在暗示它只是一項『事前準備』......因為女性在陰道交之中較難高潮的关系，所以她們更有可能会假装高潮。」性愛顧問伊恩·克納指出：「『取悦女性的最好方式是插入陰莖』——这真是一項令人費解的迷思。」他隨後以一項研究的結論作例證：「陰道交時，只有约25%的女性能達至高潮，但有81％的女性能在口交（舔陰）時達至高潮。」
在2006年，《性研究期刊》發表了全球第一項把具體的性生活實踐與性高潮聯繫起來的大規模研究，当中指出人口状况和性史變量與性高潮的相關性較弱。該項研究的數據來自澳大利亞健康與關係研究項目（The Australian Study of Health and Relationships），其於2001-2002年間進行了關於性行為、性態度及性健康知識的电话访问调查，當中成功訪問了19,307名16至59歲具代表性的澳大利亞人，当中「只有12％的樣本只進行陰道交；49％的樣本則表示除了進行陰道交以外，还会額外用手刺激對方的生殖器；还有32％的樣本会在一次性愛中用到手（手交）、口部（口交）以及生殖器（陰道交）去刺激對方......当中有95％的男性和69％的女性能達至高潮。一般來說，性生活實踐的方式愈多樣化，女性達至高潮的機會便越高。此外她們更容易在諸如舔陰的刺激中達到高潮。」
其他研究表明，相比其他女性而言，產前雄激素水平較低的女性更容易達至高潮。

##### 经由運動誘發的性高潮
金賽在他主力编寫並於1953年出版的《女性性行為》中指出，有些女性在進行体育活動（如爬繩或引體向上）时，能感受到其所带來的性快感，以至達至高潮。一份發表於1990年的綜述回顧了過去關於在進行体育活動时所達至高潮的文獻，並指出有关該領域的研究尚是太少；它還指出，研究發現類似於性活動或性愛体位的有氧/等張運動可以誘發性快感，以至高潮。一份發表於2007年的綜述則以文獻回顧的方式去找出盆腔功能障礙和男女性問題之間的關係，並在其中發現大部分文獻都建議對患者施行物理治療，以改善盆腔的功能，以及幫助解決性問題，但同时指出它的有效性仍需待更多研究去證明。從2007年下半年開始，大眾媒體开始使用「運動型性高潮」或「另类女性高潮」（coregasm）去代指经由運動誘發的性高潮。2011年，《野獸日報》的文章則引起了大眾對瑜伽誘發的性高潮（yogasm）的討論。該篇論文在發表後，隨即引來大眾媒體的关注及討論，但該篇論文的著者表示有关体育活動和性反應之間的关系的研究仍然过少。

### 刺激肛門和前列腺
不論男女，皆可以透过諸如肛交般的性活動來刺激肛門及其周圉的神經末梢，以獲得愉悦感。前列腺位於直腸旁邊，故一些男性会以自行插入肛門的方式，去刺激前列腺，以此達至高潮。比起男性前列腺較不發達的女性同源器官——斯基恩氏腺，則據信跟G點此一區域連接。刺激前列腺可産生「更使人愉悦的」性高潮，一些男性認为由此一方式引起的高潮「更弥漫全身，更強更持久，並且比起僅由刺激陰莖引起的性高潮更为使人歡快。」然而雖感覺不盡相同，但透过刺激陰莖引起的男性性高潮亦以前列腺为核心。據Wibowo和Wassersug的說法，為刺激前列腺而設的性玩具可幫助男性實現多重性高潮。假陰莖肛交（即女方佩戴捆綁式假陰莖後以此對男方的肛門進行刺激）亦能刺激男性前列腺。作为被插入的一方，不能只透过肛交達至高潮的男性亦十分普遍；「被插入的男性」的伴侶亦可能發生此一情況。
對於女性而言，刺激肛門除了会對在直腸內和肛門發現的神經末梢構成刺激以外，還可能会對阴蒂脚構成間接刺激，阴蒂脚在尿道、尿道海綿体和陰道的側面，並且从阴蒂延伸至恥骨。肛門插入会對陰蒂構成間接刺激的原因可能是兩者之間的感覺神經是共享的，尤其是陰部神經，陰部神經在陰部管內會分支，先分支為內直腸神經，之後是會陰神經，最後是陰蒂的背神經。遭認定跟陰蒂互連的G點區域亦可通過插入肛門刺激，除了上述因素以外，还有因为陰道腔和直腸腔非常貼近的缘故，所以有可能能透过插入肛門來間接地刺激陰蒂或G點，並以此一方式達至高潮。能做到只由刺激肛門來達至高潮的女性十分罕見。在肛交的同时直接刺激陰蒂和/或G点可使一些女性更为享受，並以此達到高潮。
上述的高潮有時会稱為肛門高潮（anal orgasms），但性學家和性教育工作者普遍認為由肛交產生的高潮是女性陰蒂/G點，以及男性前列腺受到刺激之结果，而不是源自肛門本身。但是，《肛門的愉悅和健康（Anal Pleasure and Health）》的作者傑克·莫林（Jack Morin）則假设「肛門高潮」與前列腺高潮無關，儘管兩者很容易混淆。

### 刺激乳頭
在性交、前戲或是自慰时，女性能透过對乳房進行刺激（乳頭愛撫）來達至高潮，当中高潮所带來的愉悦感可轻可重；此一情況有時稱為乳房高潮或乳頭高潮。只有少數女性能透过刺激乳房來達至高潮。在柯米沙魯克等人利用功能性磁共振成像技術來對「刺激乳頭」此一行為進行的研究發表以前，有關女性通過刺激乳頭來達至高潮的記錄基本都是軼事證據。柯米沙魯克的研究表明，由刺激乳房所致的高潮跟由刺激生殖器所致的毫無差異，這亦可能與「大腦的生殖區」（the genital area of the brain）有关。
據信，这种高潮的成因跟催產素不完全地有关，其会在性興奮和性喚醒时產生。已有證據表明，當男人或女人的乳頭被刺激並變得耸立時，当事人的體內便会產生催產素。

## 生理學

### 生理反應
麥斯特與強生性學研究組是第一批研究性生理反應周期的研究者，他們的相关研究开展於20世纪60年代早期，当中他們觀察了382名女性以及312名男性的性活動。由此總結出一套完整的性反應周期：其起始於興奮期，当中血液会涌至生殖器，接着在完全性喚醒时踏入持續期，其後在此一基礎上達至高潮，最後進入消退期，当中生殖器的充血反應会漸漸消退。
在20世纪70年代，海倫·辛格·卡普蘭把性慾期也加進周期中，她認為性慾期先於興奮期，並指出焦慮、心存戒备，以及缺乏溝通会影響当事人的性慾和高潮。在80年代後期，罗斯玛丽·巴松（Rosemary Basson）提出了一種更具週期性的方案，她所提出的反應周期大致是以非線性的方式發展。在她所建構的模型中，性慾把性興奮和高潮加深，其他的性反應周期亦会加大性的慾望。她亦不把性高潮視为一次性經驗的高峰，反把其視作周期上的一点，並認为人們可在任何階段感到滿足，減少對把高潮視為所有性活動的最終目標的關注。

#### 男性
當一名人类男性以刺激陰莖的方式達至接近高潮的时候，他將感受到神经肌肉收缩所带來的高強度性快感。該收缩为一系列球海綿體肌抽动所带來的，其始於肛門括約肌，后延至陰莖尖端。他們一般会在高潮臨近之时把刺激加強和加快，直到高潮來臨才会漸漸停止。男性的高潮估計平均持續3-10秒，儘管有些人可長達30秒。
在高潮时，当事人將会体会到肛門括約肌、前列腺和陰莖肌肉这一些部位正在急速有節奏地收縮，精子此时会离开睾丸，進入輸精管，再经过前列腺以及精囊，與前列腺液混合，產生精液。除非出現不伴射精的高潮，否則括約肌和前列腺会收缩，幫助精液从尿道口射出：此一過程会花費三到十秒，並產生一种使人歡快的感覺。在欣快感逐漸變弱後，射精仍可持續幾秒鐘。據信「性高潮」的实際感覺仍是因人而異。一般而言，随著男性的年齡增长，射精量和高潮的持續時間亦会隨之而減少，但這通常不会影響快感的強弱。射精後，不應期一般会緊隨而至，在此期間当事人往往不能再度達至高潮。不應期短則少於一分钟，長則幾天，取决于年纪以及其他的个人因素。

#### 女性

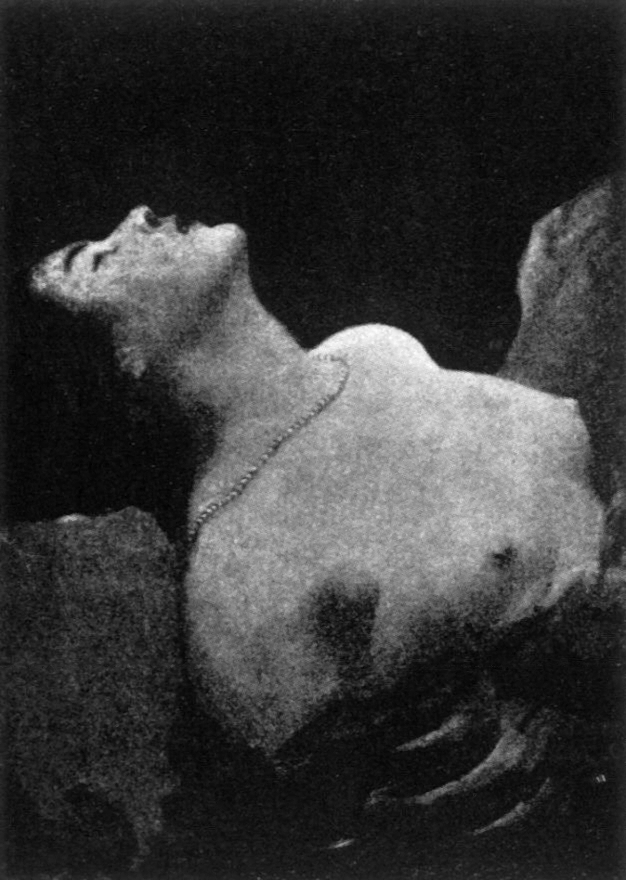
弗朗西斯·知莫科夫於約1890年所绘的《Sinnenrausch》

女性性高潮的持續时間可比男性長很多，估計平均約20秒，当中與陰道、子宮和肛門相关的骨盆區域亦会出現一系列的肌肉收縮。一些女性在某些情况下可先達至高潮，其后肌肉才以大約一秒的間隔收縮，收縮強度先增加，后減少。在一些情況下，一系列規則的肌肉收縮前会額外出現幾次的不規則收縮或顫動:75。除了以上的模式之外，女性还可達至没有骨盆收縮的性高潮。
女性在高潮來臨之前，陰蒂会充血勃起，陰道口亦會呈濕潤狀態。一些女性还会因流经皮膚的血液增加，而令她大部分的皮膚呈發紅狀態，此一現象稱為性紅暈（或譯性潮红）。當一名女性差不多達至高潮时，陰蒂頭会缩回陰蒂包皮內，小陰唇的顏色亦会變得深沉。隨著高潮迫近，陰道的下三分之一處会變得绷紧及更为窄少，但陰道整體卻在膨胀：兩者皆可歸因於軟組織的變化。
在身體的其他地方，乳头乳晕复合体（nipple-areolar complex）的肌成纖維細胞会在進行性活動时令乳頭勃起，以及減少乳暈的直徑，在高潮起始之时，兩者的程度都会達至高峰。完整女性性高潮的定義为子宮、陰道、肛門和骨盆肌肉出現一系列的節律性收縮，大多數女性都会認为這些收縮使人感到非常愉悦。
格罗宁根大学醫學中心的研究人員把高潮的感覺與以8-13Hz的頻率（在肛門錄得）發生的肌肉收縮劃上聯繫，該些收縮以骨盆為中心。他們認為此一特定的收縮頻率可用作識别那一系列的收縮自主與否，並且能更精確地量度高潮的發生，不像諸如心率的度量般只測量所受的刺激。他們聲稱跟自己一伙的研究者們已經找出「第一個跟高潮此一主觀体驗有著強烈關係的客觀可量化指標。」，並且聲稱8-13Hz此一收縮頻率是特别針對性高潮而設。他們發現這個指標可以用來区分人的靜止狀態、自發的肌肉收縮，以至试图達到但失敗的性高潮。
西歐自古以來，就有一種名為「女性歇斯底里」的医学诊断，其症狀包括虛弱無力、神經質、失眠、體液瀦留、腹部沉重、肌肉痙攣、呼吸急促、易怒、缺乏食/性慾，以及有一种「引起麻煩的傾向」。当时遭医師認为患有該病症的女性有时会以「骨盆按摩」的方式進行治療——医師会對其生殖器進行刺激，直到她「歇斯底里發作」（即達至高潮）。在当时而言，「歇斯底里發作」只是一种醫学治療，而不是一种性釋放。自20世紀20年代以來，「女性歇斯底里」不再是一項醫學诊断。

### 大腦
測量性高潮时大腦有何活動的研究仍然很少。当中有一項研究先找來12名健康女性受試者，並安排她們在受到伴侣的性刺激的情況下接受正电子发射计算机断层扫描（PET）。从中研究人員察觉到性高潮时大腦的變化，並把其跟靜止狀態、受到性刺激时以及假裝高潮时大腦的活動作比較。当中發現受到性刺激时男和女之間的大腦變化的確有所不同，但當中發現兩性間大腦活動亦有相同之處——與行為控制、恐懼和焦慮相關的腦區都会钝化。神经科学家格特·霍爾斯特在接受《泰晤士報》的採訪時對此作出了回應：「把所有的恐懼和焦慮放开對高潮而言可能是很重要的，甚至是必要的。」
在撫摸陰蒂時，女性大腦中負責產生恐懼、焦慮和控制行為的部分開始钝化，並会減少活動。在達到高潮的頂點时，女性大腦的情感中心会停止运转，以產生幾乎恍惚的狀態。浩斯特戈（Holstege）在歐洲人類生殖與发育學會的2005年會議上說：「在高潮時，女性沒有任何與情感有关的感覺。」
初步研究表明運用PET觀察男性高潮时大腦的變化是較為困難的，因為男性性高潮的持續時間較短。然而，魯迪·柯特卡斯（Rudie Kortekaas）等人則在報告中表示：「兩性的共同特徵在『高潮』这一点上往往最为明顯......因此我們得出結論，在進行性活動时，兩性的主要差異在於持續期，而不是高潮期。」
研究表明，如同女性般，男性大腦的情緒中心在高潮时亦会钝化，但钝化程度較女性低。腦掃描亦已表明，男性大腦的快樂中心在高潮时比女性活躍。
男性和女性的大腦在高潮时都表現出類似的變化：掃描结果顯示大腦皮質的代謝活動在高潮时暫時降低，腦部邊緣區域的代謝活動則跟平时一樣，以至增加。
在1954年，馬瑟維齊（Mosovich）和塔亞斐洛（Tallaferro）利用腦電圖監察了志願者高潮时的大腦變化，屬人類史上首次。他們認為所錄得的變化就像强直－阵挛性发作以及失神性發作的一樣。此后陸續有研究从這個方向入手，例如Sem-Jacobsen(1968)、Heath（1972）、Cohen（1976）等人的研究。沙若（Sarrel）等人在1977年的報告中亦有類似的觀察，他們的这項研究报告至今仍被引用。Craber等人於1985年的研究讓4名男性受試者自慰至射精，並以腦電圖觀察大腦在兩者間（自慰以及射精本身）的變化，但他們卻没發現任何獨特的變化——这與其他研究者不同。著者們及后得出结論：腦電圖上的變化仍未證实與性喚起和性高潮的障礙有關。因此，人們對由馬瑟維齊和塔亞斐洛進行的實驗能否對性高潮的性質產生了新的影響仍是有分歧。在一些較近期的研究中，作者傾向於採用跟馬瑟維齊和塔亞斐洛相反的觀點，即在射精期間不会有顯著的腦電圖變化。

## 性高潮與健康

### 一般影響
高潮和性活動都是一項全身性的活動，当中可涉及到多个主要身體系統的運作。1997年，一項跟進了918名45-59岁的男性10年並發表於《英國醫學期刊》的研究顯示，與每週高潮兩次或以上的男性相比，每週高潮少於此數的男性有一倍的机会会因任何原因死亡。2001年的一項後續研究則更为关注心血管健康，並發現每週三次或更多的性行為跟心臟病發作或中風的風險降低一半有關。（但需注意相關不蘊涵因果）
有一些研究表明更好的靜止心率與以陰莖 - 陰道交的方式所達至的高潮相關。
一小部分男性患有性高潮後病情症候群（POIS），患者在射精後可能會感到全身肌肉嚴重疼痛，以及其他相关的症狀，症狀可持續長達一周。一些醫生推測性高潮後病情症候群在人民中出現的机率可能比已經在學術文獻中報告的更大，而且許多性高潮後病情症候群患者尚未確診。

### 性功能障礙
不能在刺激底下達至高潮，或難以達至高潮的情況一般稱为高潮障礙。如果一名男性有在性活動中勃起和射精，卻没達至高潮，那麼他就患上了名为「性快感缺乏」或「射精快感缺失」的疾病。高潮障礙常見發生於女性身上，且較男性患者多，这可歸因於缺乏關注女性身體的性教育，使人們缺乏諸如「刺激陰蒂通常是女性性高潮的關鍵」般的知識，此一現象在反性文化中特别常見。
大約25％的女性自感難以達至高潮，10％則从來没体驗过一次高潮。4-5成的女性則對性生活存有不满或在一生的某个階段体会过性喚起困難。一項由勞曼（Laumann）等人進行並於1994年發表的研究顯示，總共有75％的男性以及29%的女性常在跟伴侣一起進行的性活動中達至高潮。女性更可能在「單獨的性」中经常獲得高潮，且在当中獲得高潮的比例大於跟伴侣一起進行的性活動。然而另一項由戴維斯（Davis）等人進行並於1996年發表的研究則顯示62％擁有性伴侣的女性對他們的高潮頻率/一致性表示滿意。此外，一些女性还表示她們最滿意的性經驗是跟別人有接觸交流的，此一声稱一般不僅考虑對高潮的滿意度而作出。
金賽等人所寫的《女性性行為》指出78％從事同性性行为5年的女性能在60-100％的性活動中達至高潮，但只有55％從事異性性行為的女性能達至同樣的高潮頻率。金賽將這種差異歸因於女同性伴侣能更为了解女性的性行為以及如何提高女性的性滿意度。諸如佩皮勞（Peplau）、芬格赫特（Fingerhut）和比爾斯（Beals），以及戴蒙德（Diamond）般的學者的發現跟金賽一樣：與異性戀者相比，女同性戀者在性活動中更时常及更容易地達至高潮，且女同性伴侣更有可能注重做愛的情感面向。黛安·霍姆伯格（Diane Holmberg）和凱倫·布萊爾（Karen L. Blair）發表於2009年《性研究期刊》的研究卻得出相反的结論：處於同性關係中的女性，跟處於異性關係的女性相比，兩者皆擁有相同的性慾、性滿足和對性高潮的滿意度。
許多性學家聲稱早發性射精的問題與20世紀初科學鼓勵雙方同时達至高潮的做法有关，当中过份强調其是親密關係中「真正的性滿足」的指標。
性快感缺失亦可因当事人过份緊張，不能放鬆所致。其可能跟擔心自己的表現以及不願意寻求愉悦感有关，比如不想跟某人一同享受这种情况；女性經常擔心她們的伴侣能否獲得快樂，因此当伴侣很久都没達至高潮时，她們有可能会變得焦慮。這一種情況可能会使人过份緊張，繼而不能達至高潮。心理分析家威廉·赖希在他所著的《性高潮的功能分析》（1927）中首次把高潮定为心理健康理論的中心，並認为神經官能症会高度阻礙人們達至高潮。雖然性高潮障礙可以有心理成分在內，但起作用的通常是生理因素。例如性高潮延遲或無法達至高潮是許多藥物常見的副作用。
更年期中支持性和生殖功能的激素可能会減少。絕經後的女性發生陰道和陰蒂萎縮/乾燥的比例更高達50％-60％。男性的睾酮水平会隨著年齡增長而下降。擁有較差的生心理健康水平的人更可能患上性功能障礙。「性關係和整體健康的負面因素」與性功能障礙密切有关。

## 性高潮的功用
「人類女性性高潮有何功用」此一問題在研究者之間仍存有爭論。在性交過程中男方一旦高潮，精子便会射至陰道內，此舉可能会使女方受孕，研究者們基於此對生殖和進化過程中女性性高潮的作用作出了幾個假設。其中較早期的文獻提供了以下論點：女性性高潮是早期男性個體發育的副產品，男性性高潮則是一种適應方式。其後研究的重心轉移至父親選擇假說上，認为女性性高潮已被自然選擇塑造成能令女方選擇更为高品質的配偶，性高潮因此增加了與遺傳品質高的男性共同繁衍后代的機會，此一理論已獲得研究調查證实。蘭迪·特霍西爾（Randy Thornhill）等人的研究表明女性在與擁有低波動性不對稱性（Fluctuating asymmetry，对称结构的不对称程度低）的男性伴侶性交时，達至高潮的頻密度会較高。

### 選擇壓力和交配假说
Wallen K和Lloyd EA指出：「男性高潮所受的選擇壓力非常大，因為高潮会伴隨射精，從而有助男性成功繁殖下一代；但與此相反，性交时所引起的女性性高潮因不是繁殖下一代的必要条件，所以其时有时无，變化不定。」
德斯蒙德·莫利斯在他所著的《裸猿》（1967年）中指出演化出女性性高潮的原因在於其可鼓勵與男性伴侶進行亲密的身体接觸，並有助強化配偶关系。莫里斯認為女性相對男性而言更为困難達至高潮此一特点在演化中可能是有利的，其提供了一个誘因促使女性去選擇充满想像力、耐心、细心以及智慧的伴侣，且把体型及攻擊力等影響其他靈長類動物擇偶的因素放在較为次要的地位。由於男性和女性性高潮之間所存有的差異，使得以上所述的優厚个性在「人类」此一物種內更为突出。

### 繁殖能力假说
有一些理論認为女性性高潮会提高其繁殖能力。例如，高潮时陰道的大小会減少30％（可能由恥尾肌引起），使陰道壁更为「抓紧」男性的陰莖，增加對男方的刺激（令其更快地射精或射得更多）。英國生物學家貝克（Baker）和貝利斯（Bellis）則認为女性性高潮可能会使陰道蠕動或「向上吸入精液」（類似於食道將食物推入胃时的動作，不过这是上下倒置版），促使帶有良好基因的精子保留在体內，以及幫助受孕。他們假设道女性性高潮在精子競爭中發揮了一定的作用。
據研究者观察所得，女性更容易在排卵時達至高潮，這也暗示其與增加繁殖能力有關。《精子戰爭》一書的著者羅賓·貝克（Robin Baker）認為，高潮的頻率和達至高潮所需的时间都是女性身體無意識的演化策略，使自身更容易从男性中獲得精子，及更有效地保留它們。他認为在性交過程中，高潮就像一个分流按鈕，該「按鈕」会使宮頸成为一个天然過濾器：過濾病原體，以及容許精子進入:40-44。在性交之前所達至的性高潮亦能加强过濾功能:254-312。

### 適應方式或殘留假说
陰蒂跟陰莖屬同源器官。換句話說，它們都是从相同的胚胎结构發育而來。虽然諸如杰弗裡·米勒、 海倫·費舍爾、梅雷迪思·斯莫尔以及莎拉·布萊弗·赫尔迪般的研究者把陰蒂高潮視為「一种適應方式，對女性性行為和性的演化有着重要的影響」，但是也有一些研究者声稱陰蒂只是痕跡器官的一种，並對陰蒂是一項適應特徵的説法予以否定，抱有此一觀点的研究者包括唐納德·西蒙斯和史蒂芬·古爾德。但古爾德承認「女性大多數的高潮源於陰蒂，而不是源自身体其他部位」，並指出他所持有的想法——「陰蒂不是一項適應特徵」，很多时候都会遭誤解成「否定女性性高潮的適應價值，甚至錯誤解讀成他在宣稱『女性性高潮根本毫無意義可言』」雖然他承認「陰蒂高潮在女性性行為及从中帶來的愉悦感中扮演着一个关鍵的角色，但是這些有利的特徵一般是十分容易了解，及能明確地反映該生物適應的方式；陰蒂高潮是一种適應方式还是只是適應的副產品这一点仍存有爭議，對適應問題感到煩惱的男性生物學家很多都簡單地認為男方射入陰道的精子愈深，愈接近受精區域，就代表愈好。在達爾文主義的影響下，他們会把繁殖成功視為生物的最高要旨。」
諸如伊麗莎白·勞埃德般的適應假設反對者則指出女性相對較難以陰道交的方式來達至高潮，「女性高潮会使繁殖能力增加」此一論点的證據亦十分有限，女性達至高潮的能力和她將更樂於從事性交的可能性之間亦缺乏統計學上的关系。加拿大性學家梅雷迪思·奇弗斯認为「勞埃德絕不是反對進化心理學，恰恰相反，在她所用的思考方法和著述当中，處處都流露出應在人類行為研究中謹慎地應用進化理論的诺言及主張......勞埃德有把每個假說的理論和經驗基礎都認真考慮一遍，但最終結論依然是沒有證據支持『女性性高潮是一种適應方式』......勞埃德反把女性性高潮視為個體發育時的殘留事物，認为女性有高潮的原因在於——男性泌尿生殖系統中與高潮有关的神經在天擇此一現象下獲得優勢，其後在女性中，這種發育『藍圖』以一种不影響身體健康的方式表達出來，正如男性擁有跟身体健康无关的乳頭一樣。」
一項2005年發表並刊於《生物學報》的双生子研究發現，三分之一的女性自稱在性交過程中從未或很少達至高潮，且只有十分之一的女性能在当中经常性地達到，「達至高潮的能力不一」这一点通常歸咎於社会环境影响下的心理变化，但此一研究卻發現其有34-45％会受到遺傳因子的影响。伊麗莎白·勞埃德把它視为「女性性高潮不是一种適應方式」的證據。
米勒（Miller）、赫尔迪（Hrdy）、海倫·奧康奈爾（Helen O'Connell），以及納塔莉·安吉爾（Natalie Angier）这些研究者已對「女性性高潮是殘留事物」此一假說進行了批評，認為它在低估和貶低女性性高潮的心理社會價值。赫尔迪認為此一假說涉及性別歧視。奧康奈爾則指出：「它可归结为性別之間的對立思想：一種性別是性化的，另一種則只是負責繁殖的，但事實是，兩者都是性化的，都是負責繁殖后代的。」
奧康奈爾認为一般教科書對陰蒂的描述欠缺細節及不準確的，以及認為解剖學家喬治·路德維希·科貝爾特在19世紀初對陰蒂解剖結構的研究是最全面及最準確的。她還認為陰蒂球是陰蒂的一部分，在人體結構上亦跟尿道遠端和陰道密切有關，儘管它們不在陰蒂勃起中扮演角色，但它們形成了包括陰蒂在內的群集組織（tissue cluster），繼使女性性功能和性高潮的中心得以形成。在2002年，南希·多納（Nancy Tuana）則在加拿大女性哲學協會會議（Canadian Society of Women in Philosophy）上指出陰蒂在繁殖後代中是不必要的，但這就是它遭「歷史性的忽視」的原因——「對愉悦的恐懼，與繁殖分开的愉悦使人感到恐懼。」 她認為這種恐懼是造成對「女性的性」一無所知的原因。

### 其他假說
布羅迪·科斯塔（Brody Costa）等人認為陰道高潮的「连贯性」跟在兒童期/青春期时遭告知「陰道是女性性高潮的重要區域」的经歷有關。研究者曾提出的陰道高潮因子还包括女性在進行陰莖－陰道交時對陰道的感覺的專注程度、性交持續時間，以及是否偏愛高於平均長度的陰莖。科斯塔（Costa）認為陰道高潮在擁有唇结节的女性中更為普遍。他的研究表明「相比起唇结节較不顯著的一组，一个較突出和大幅向前升起的唇结节跟陰道高潮，以及過去一个月的陰道高潮连贯性是正相關的（比值比=12.3）。」然而，唇結節跟社會期望反應（social desirability responding），以及以抚慰、手淫（不論个人/伴侣、所刺激的是陰道/陰蒂，以及方式（振動器/口））達至的高潮无关。
一項2008年進行的實證研究为弗洛伊德的論点「無法達至陰道高潮和性心理防卫机制有關」提供了支持證據。在研究中研究者访問了一群女性，要她們回答在過去一個月中从事了多少次性活动、性活动的種類，以及從中達至了多少次高潮，並要求她們填寫一份與各種精神病理相關的辯護樣式調查表（Defense Style Questionnaire，縮寫DSQ-40），最终得出结論「陰道高潮與軀體化、解離現象、轉移、自閉性幻想、影響隔離這些心理防卫机制呈負相關......陰道無性反應之女性的調查表得分跟臨床精神病確診組（抑鬱症、社交焦慮症、恐慌症和強迫症）的相當。」在此一研究中陰道高潮（與陰蒂高潮相反）僅定為陰莖 - 陰道交所引起的高潮。根據威廉·赖希的說法，女性陰道高潮的能力缺乏是使其高潮的性机能缺乏所致，他認為這是當地文化压抑生殖器之間的性行為的後果。

## 非自願性高潮
醫學研究顯示，生殖器反射也是由脊髓控制的，故此其不一定為意識所控制。
一些人会在諸如強姦或其他性侵犯的情況下，發生非自願性高潮。由非自願性行為引起的性高潮經常會使受害者感到羞恥，这是由受害者責備此一態度內化所致。經歷過非自願性行為，以及由此産生性高潮的人非常罕見，儘管可能因羞恥或尷尬这些負面情绪的影響，而使相关的报告不符合实際情況；不論男女，都有可能会發生这樣的情況。

## 怛特羅性愛
怛特羅性愛是古印度的靈性性實踐，其跟怛特羅佛教並不相同。它所賦予的高潮價值有别於傳統文化對性的態度。一些怛特羅性愛的實踐者会在高潮前及射精前的狀態中逗留一段長時間，以消去性交所带來的高潮。諸如奧修般的怛特羅性愛倡導者聲稱，它最終会導致高潮的感覺蔓延到當事人所有知覺體驗。
怛特羅性愛的倡導者聲稱西方文化過於关注性高潮此一目標，这会降低了在一次性經歴的過程中享有強烈愉悦感的能力，並表明一旦消除了高潮，伴侣之間的聯繫將會更豐富全面，以及更強烈。

## 文學作品中的性高潮

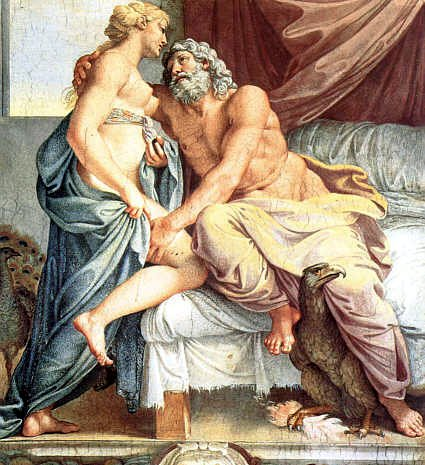
由意大利畫家安尼巴莱·卡拉奇所繪的《朱庇特和朱諾》

自古以來，文學作品中一直都有關於性高潮的描寫。古罗马文学對高潮的描寫不亞於希腊文学：奧維德所著的《變形記》的第3冊中复述了朱庇特和朱諾的討論，當中朱庇特指出：「說真的，在愛情這事兒上，妳們女人得到的歡樂比我們男人多。」但朱諾對此並不承認，於是，他們就決定去問那有經驗的特伊西亚斯的意見，他對雙方的感受都有過體會（他最初為男性，因觸怒赫拉，被變為女性，七年後恢復為男性）。特伊西亚斯肯定了朱庇特所說的，朱諾聽了後大怒，於是判他永遠雙目失明（但朱庇特為了補償他失去的雙目，賦予了他長壽以及能預卜未來的本領）。成書於較早時候的《爱的艺术》當中，奧維德声稱自己憎恶雙方都不能達至高潮的性交合。
有关高潮此一主題的文學作品在浪漫主義運動期間仍留存下來，並且包含在許多同性戀題材的作品中。英國「多才及多語言翻译家」雪莱所著的《弗朗西斯及夏洛特颂歌》（Supposed to be an Epithalamium of Francis Ravaillac and Charlotte Cordé）中寫了一句短語「沒有哪一種生，比得上如此的死」（原文：No life can equal such a death），此一短語被認為是高潮的一种隐喻方式，在它之前雪莱亦寫了一句節奏較为急速的：「吮吸吧，吮吸吧，我发热，我发热！」（原文：Suck on，suck on，I glow，I glow！），這裡遭認為是在暗示口交。對於雪萊而言高潮是「因无比的社會性吸引而自然産生的无约束狀態。」雪莱还把其生前的最後一位情人愛德華·埃勒克·威廉姆斯寫在《塞爾基奧河上的船》（The Boat on the Serchio）这一首遭評論家認為「可能是文學界中對高潮的描寫最为優秀」的詩上：
在此詩中，雪莱以「情人們熱愛的『死亡』」（原文：the death which lovers love）這一句把高潮比喻為死亡。法语文学則廣泛應用「La petite mort」（小型死亡）去作为高潮的委婉語，這是因為人類在高潮時會忘掉自我及世界。波赫士在他的作品《特隆，乌克巴尔，奥比斯·特蒂乌斯》中亦加了句柏拉图式的脚注，當中特隆教會（the churches of Tlön）聲稱：「所有正在體會性交所帶來的眩暈的人，都是同一个人；所有復誦莎士比亞的行詩的，都是莎士比亞。」（原文：All men， in the vertiginous moment of coitus，are the same man. All men who repeat a line from Shakespeare are William Shakespeare.）莎士比亞亦很了解「高潮與死亡之近」此一概念：在莎士比亞的《無事生非》中也描述到：「我將活在你的心中，死於你的膝下，葬在你的眼裡」，並藉由本尼狄克不斷重複地說著：「我將勇敢地死亡，像自命不凡的新郎」，在《哈姆雷特》戲劇中李爾王所說的「死在女人膝下」可解讀成達至性高潮。精神分析学創始人弗洛伊德在《自我與本我 》（1923年）中推測生存本能（Eros，取名自欲望之神厄洛斯）會在高潮中竭盡，讓位給死亡本能（Thanatos，取名自死神塔納托斯）。一些現代作家在描述性高潮时並没有運用隱喻。在劳伦斯發表的長篇小說《查泰萊夫人的情人》（1928年）中，可以找到一對夫婦之間的性行為的明確描述：「當他開始動作，她突然不由自主陷入一陣快感，一陣奇特的顫慄在她體內擴散，擴散，擴散，擴散，那種輕柔的快感既像羽毛又像火焰，不斷撩發並带領她攀向激情與美好，直到她的體內完全融化。」

## 其他動物
大多數雄性哺乳类動物性高潮的機制類似於人類男性。一些哺乳类動物的雌性擁有陰蒂，有些非哺乳类動物亦同樣擁有，比如鱷魚。研究者仍在研究海豚的性行為和性高潮，牠們是一種會因生殖以外的原因而從事性交的物種。在哺乳动物此一類別底下的不同物種之間的高潮持續時間差異很大。

## 延伸閱讀
- Banker-Riskin, Anita; Grandinetti, Deborah (1997). Simultaneous Orgasm: And Other Joys of Sexual Intimacy. Hunter House. ISBN 0-89793-221-8, ISBN 978-0-89793-221-9.
- PARTRIDGE, Eric (2001). Shakespeare's bawdy: Classics Series Routledge classics. 2nd ed., Routledge. ISBN 0-415-25400-0, ISBN 978-0-415-25400-7.
- Plato (2001). The Banquet. (P.B. Shelley, Trans., J. Lauritsen, Ed., Foreword). Provincetown, MA: Pagan Press.
- WEBB, Timothy (1976). The violet in the crucible: Shelley and translation, 1976. Oxford: Clarendon Press.
- Gabriele Froböse, Rolf Froböse, Michael Gross (Translator): Lust and Love: Is it more than Chemistry? Publisher: Royal Society of Chemistry, ISBN 0-85404-867-7, (2006).
- Komisaruk, Barry R.; Beyer-Flores, Carlos; Whipple, Beverly. The Science of Orgasm. Baltimore, MD; London: The Johns Hopkins University Press, 2006 (hardcover, ISBN 0-8018-8490-X).

## 外部連結
- 男士健康（menshealth）：男性性高潮 （页面存档备份，存于）
- 網絡醫師（Net Doctor）：女性性高潮 （页面存档备份，存于）
- 由Barry R. Komisarak、Carlos Beyer-Flores 以及Beverly Whipple所著的《性高潮的科學》（The Science of Orgasm） （页面存档备份，存于）
- 瑪麗·羅區（Mary Roach）：10 個性高潮的秘辛（TED演講） （页面存档备份，存于）
- 挤挤都会有的 - 写给女性